# Parachalciope monoplaneta
Parachalciope monoplaneta är en fjärilsart som beskrevs av George Francis Hampson 1913. Parachalciope monoplaneta ingår i släktet Parachalciope och familjen nattflyn. Inga underarter finns listade i Catalogue of Life.